# Nevado del Ruiz
Nevado del Ruiz je masivní sopka nacházející se asi 129 kilometrů západně od hlavního města Bogotá (Jižní Amerika, Kolumbie). Je to stratovulkán složený z mnoha vrstev lávy střídající se z tvrzeného sopečného popelu a dalších pyroklastických hornin. Nevado del Ruiz je aktivní už asi dva miliony let.
Vytvořily jej pleistocenní andezitové a dacitové lávy a pyroklastika nad subdukční zónou desky Nazca, tak jako většinu kolumbijských sopek. Sopka se stala známou pro svou katastrofickou erupci z 13. listopadu 1985, kdy horké pyroklastické proudy roztavily sněhový pokryv vrcholu. Tento proces vytvořil lahary, které dosáhly vzdálenosti až 100 km. Na své cestě úplně zalily město Armero (28 700 obyvatel) a několik menších vesnic 6 metrů silnou vrstvou bahna, přičemž zahynulo přibližně 25 000 lidí. Po erupci sopky Mont Pelée z roku 1902 je to co do počtu lidských obětí druhá největší sopečná katastrofa 20. století. K podobným, ale méně smrtícím incidentům, došlo také v letech 1595 a 1845, kdy se z malých erupcí staly velké lahary.

## Poloha
Nevado del Ruiz je součástí pohoří Andy. Sopka je součástí sopečných masivů v Americe, které se skládají z dalších pěti sopek pokrytých velkými masivy ledovců. Z toho jsou čtyři stále aktivní.

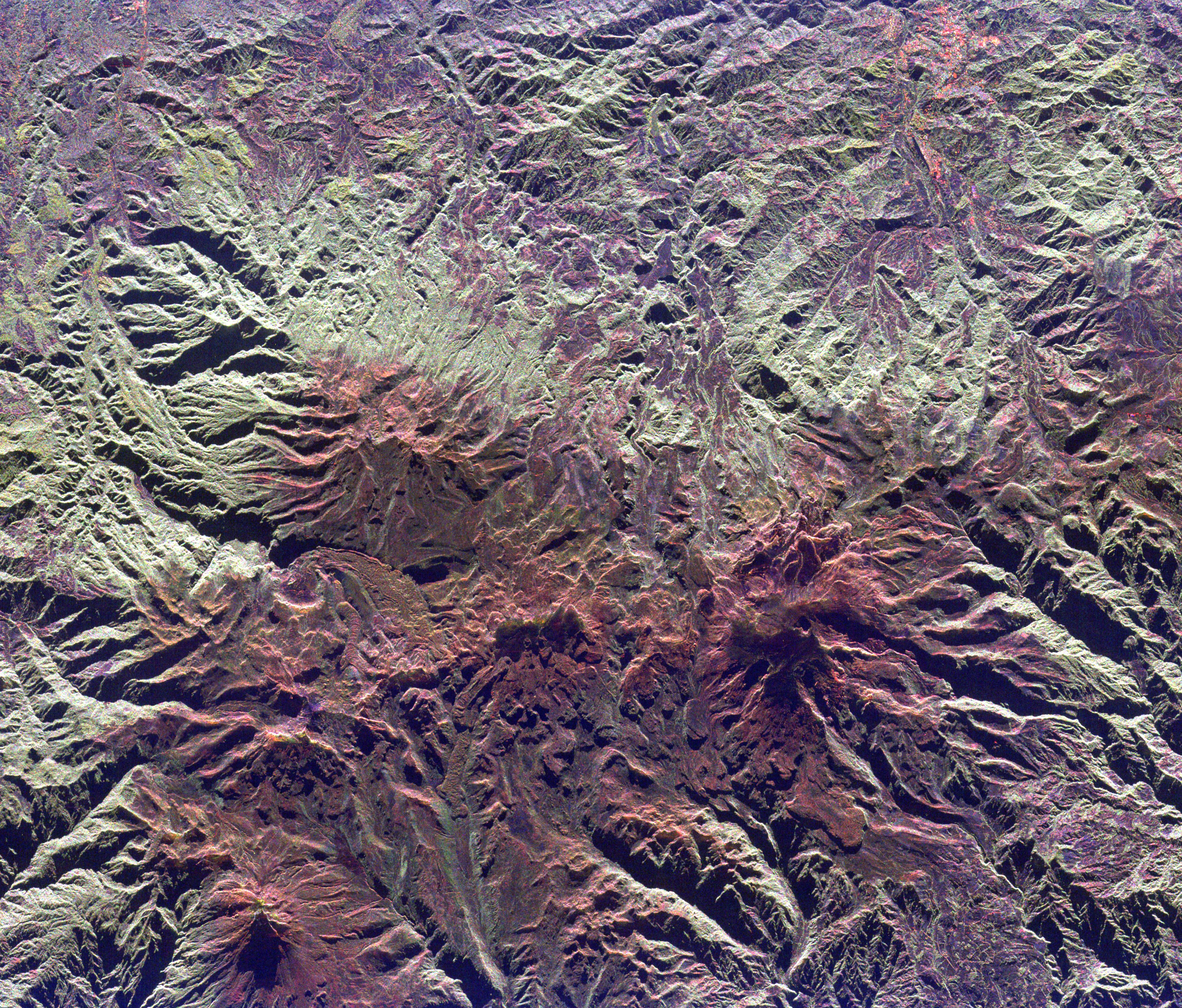
Pohled z vesmíru

Nevado del Ruiz leží v Ohnivém kruhu, což je oblast, která je obklopena Tichým oceánem a obsahuje některé z nejvíce aktivních sopek na světě. Tato sopka je třetí nejsevernější sopkou ležící v severní vulkanické zóně andského vulkanického pásu. Nevado del Ruiz může vytvářet explozivní erupce horkého plynu spojené s pyroklastickými toky, které mohou roztát sníh z ledovce poblíž vrcholu a vyprodukovat velké a někdy i zničující lahary. Má rozlohu více než 200 čtverečních kilometrů, táhnoucí se 65 kilometrů od východu k západu. Její vrchol zahrnuje kráter Arenas, který má jeden kilometr v průměru a je 240 metrů hluboký.

## Ledovce

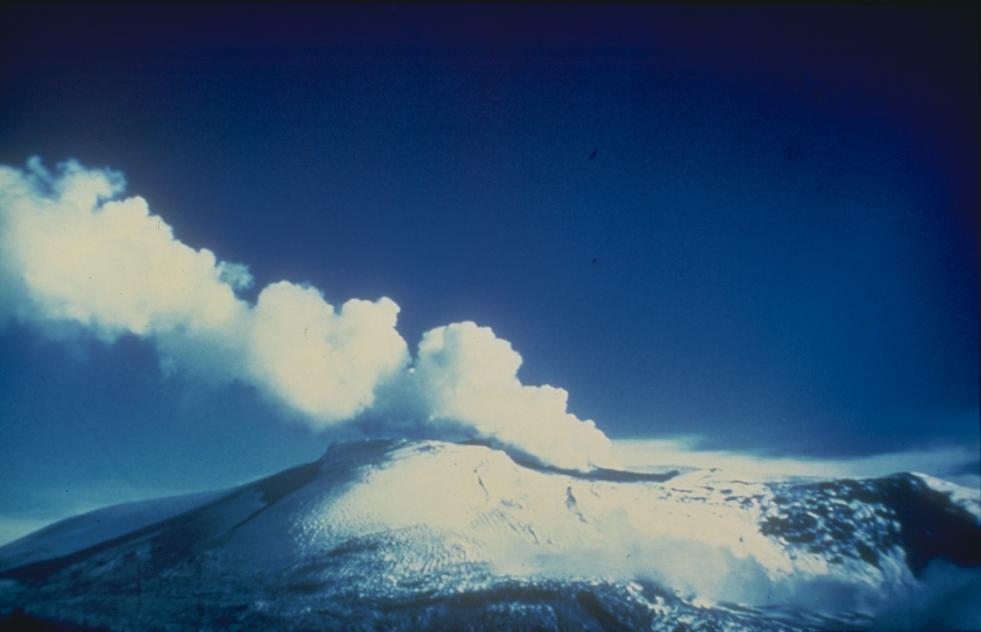
Ledovec Nevado del Ruiz

Vrchol Nevado del Ruiz je pokryt ledovcem (nevado znamená ve španělštině „zasněžené“), který se tvoří už tisíce let. Před 28 000 až 21 000 lety byl ledovec obsazen 1500 čtverečních kilometrů masivu. Ještě před 12 000 lety, kdy ledové příkrovy z poslední doby ledové ustupovaly, pokrývaly 800 kilometrů čtverečních. Během malé doby ledové, která trvala asi od roku 1600–1900, masiv pokrýval 100 kilometrů čtverečních vrcholu sopky. Ledová pokrývka je průměrně 50 metrů silná (je to nejsilnější část vrcholu) a pod ledovcem Nereides na jihozápadních svazích je tato část ledovce hluboká 190 metrů. Ledovec na severní části a na východních svazích ztratil většinu ledu v roce 1985 při erupci, a proto je pouze 30 metrů hluboký. Voda z ledovce odtéká do řek Cauca a Magdalena přes západní a východní úbočí sopky, toky této vody jsou zásobou pitné vody pro 40 okolních měst.

## Flóra a fauna
Nevado del Ruiz je obecně málo zalesněné místo díky své nadmořské výšce a jeho lesní porost s rostoucí nadmořskou výškou klesá.
Živočichové, kteří žijí v okolí sopky jsou označováni jako ohrožení a patří mezi ně tapír horský a medvěd brýlatý. Sopka je domovem pro 27 druhů ptáků, z nichž je 15 druhů ohroženo.

## Současné hrozby
Sopka i nadále představuje vážnou hrozbu pro okolní města a vesnice. Největší pravděpodobností je riziko menších erupcí, které by mohly způsobit ztrátu rovnováhy ledovců a spustit lahary. Takové lahary se mohou pohybovat až 100 km podél říčního údolí i několik hodin. Odhaduje se, že až 500 000 lidí žijících v blízkém údolí jsou ohroženy. I když jsou menší erupce pravděpodobnější, musí se brát na vědomí i vypuknutí velkých erupcí, které tato sopka v minulosti již několikrát způsobila.
Vláda Kolumbie vytvořila speciální program, díky kterému by se mělo předcházet podobným tragédiím jako té v roce 1985. Tehdy lahary, které vznikly při erupci, zničily město Armero. Když Nevado del Ruiz vybuchla znovu v roce 1989, bylo evakuováno asi 2300 lidí žijících podél pěti okolních řek.

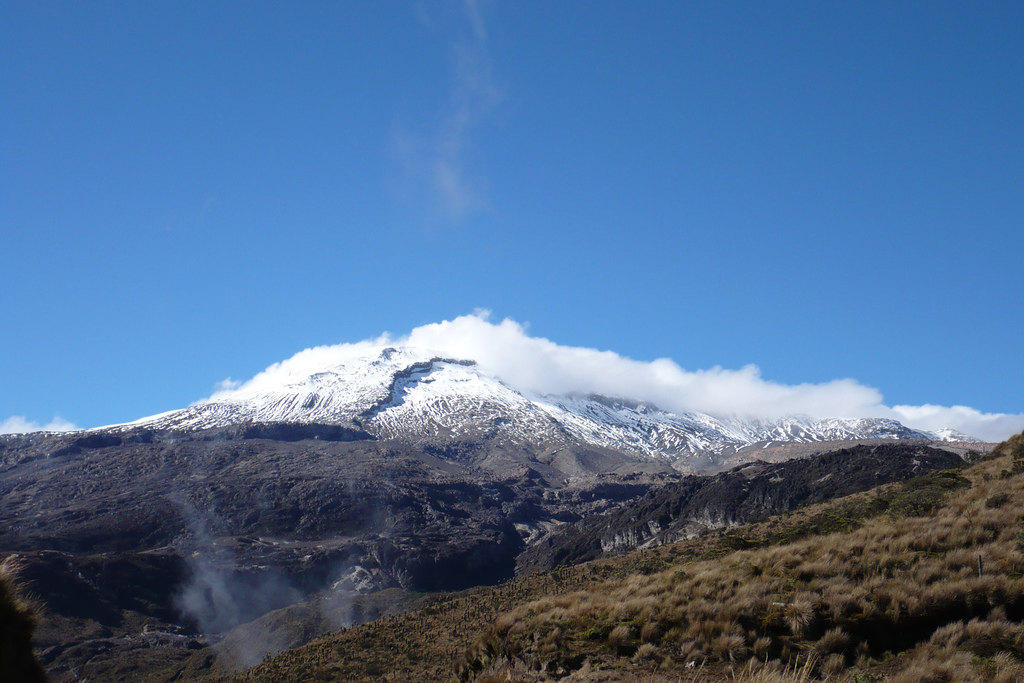
Nevado del Ruiz

Silný déšť v roce 2006 způsobil sesuv půdy při kterém bylo zabito devět mladíků, kteří byli na průzkumných výpravách v okolí sopky.

### Poslední aktivita
Během září a října roku 2010 bylo zaznamenáno postupné zvýšení seismické aktivity poblíž kráteru Arenas. Během následujících čtyř měsíců bylo dlouhé období zemětřesení, které vyvolalo obavy z vybuchnutí sopky. V roce 2010 bylo vulkanické chvění zaznamenáno zhruba osmkrát tolik, než v letech 2009 až 2010. V roce 2010 byl zaznamenán větší výskyt oxidu siřičitého doprovázený malými erupcemi. Od února 2012 došlo k dramatickému nárůstu zemětřesení.
Vědci při přeletech nad sopkou v březnu 2012 zaznamenali čerstvé nánosy popelu. Náhlá aktivita vrcholu však nevyvrcholila ve velké erupce a činnost sopky poklesla natolik, že úroveň upozornění byla snížena. 29. května se seismická činnost prudce zvýšila a úroveň upozornění byla obnovena, protože popel spadl do více než 20 okolních obcí. Během několika příštích měsíců se popel objevil mnohokrát znovu a opět se zvýšilo zemětřesení. Velké sopečné události a erupce se opakovaly nepravidelně od července do srpna roku 2012. Výskyt oxidu siřičitého se objevoval až do ledna 2013.